# Шевро

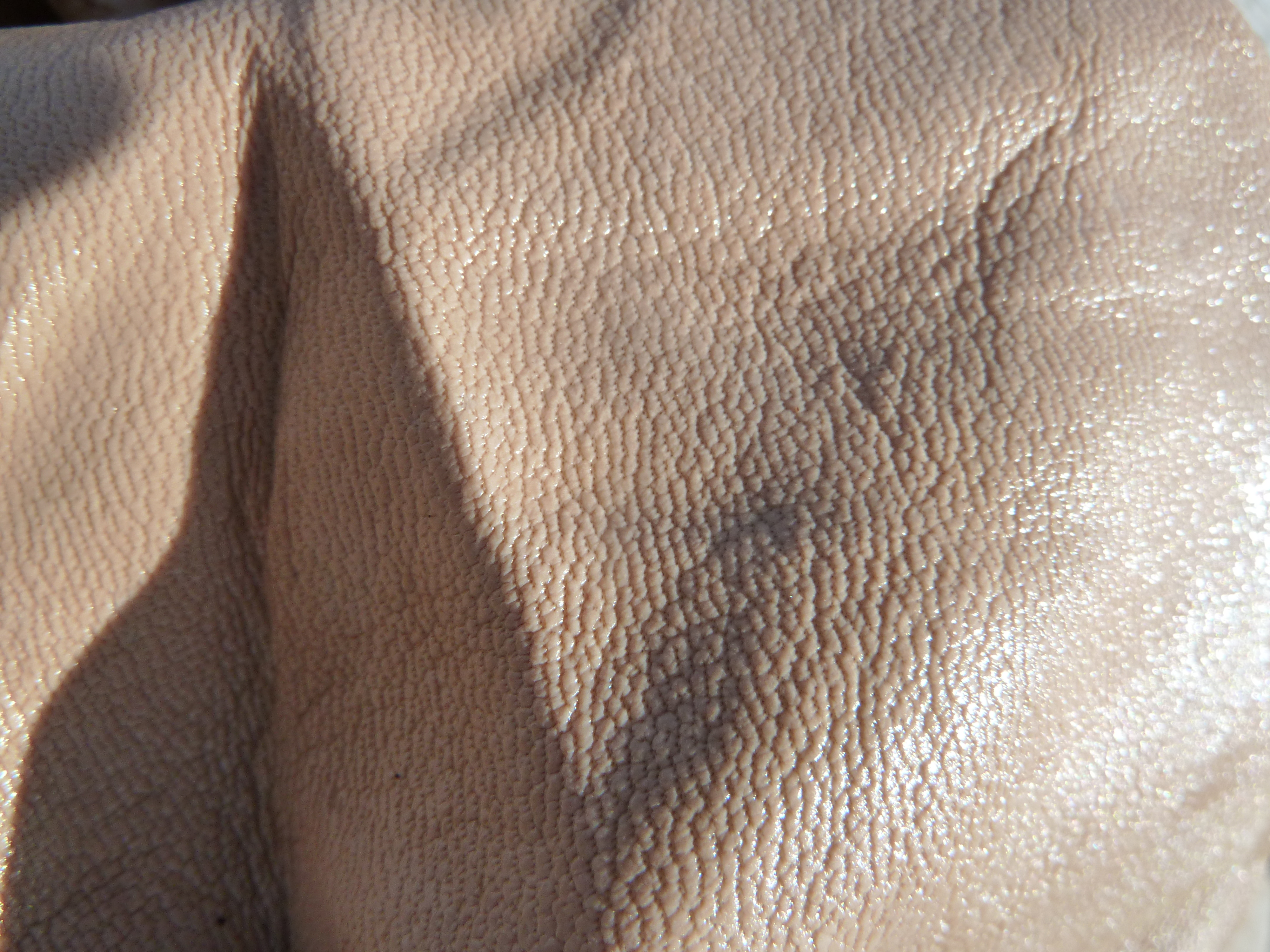
Поверхность козлиной кожи

Шевро́ (фр. chevreau — козлёнок) — мягкая кожа хромового дубления, выделанная из шкур коз. Словом шевро первоначально назывались исключительно козловые, обработанные на манер лайки кожи; но позднее это название распространилось также и на фабрикаты, приготовленные из бараньих, овечьих и телячьих шкур, идущие на обувь.
Шевро отличается эластичностью и часто применяется для пошива галантерейных изделий, сумок, портмоне или модельной обуви. Шевро может иметь толщину от 0,3 мм и быть похожей на бумагу по отсутствию эластичности. Шевро производят преимущественно в Испании, Италии и во Франции.